# کگوا
کگوا (به اسپانیایی: Cagua) یک شهر در ونزوئلا است که در ایالت آراگوآ واقع شده‌است. کگوا ۴۰ کیلومتر مربع مساحت و ۱۰۷٬۹۳۲ نفر جمعیت دارد و ۴۵۸ متر بالاتر از سطح دریا واقع شده‌است.